# 赫曼特·H·科塔尔瓦尔
赫曼特·H·科塔尔瓦尔（英語：Hemant H. Kotalwar，1972年5月11日—），印度外交官，現任印度駐芬蘭大使，曾任印度駐捷克大使等職務。

## 經歷
赫曼特·H·科塔尔瓦尔生於1972年5月11日。早年在馬哈拉施特拉邦拉杜尔接受教育，並獲得拉賈斯坦邦博拉理工學院電機與電子工程學榮譽學士學位。在加入印度外事服務之前，他曾在北方邦加濟阿巴德爲中央電子有限公司（Central Electronics Limited）短暫工作過。
他於1996年加入印度外事服務。
在新德里的外交學院接受培訓後，科塔爾瓦爾選擇法語作為必修外語，隨後被派往印度駐布魯塞爾（1998年至2000年）和阿爾及爾（2000年至2002年）的大使館，擔任二等祕書，負責政治和經濟事務。他曾短暫在印度外交部巴基斯坦事務部門擔任副處長，之後被派任孟買地區護照官員。回到新德里後，他擔任負責外交國務部長辦公室事務的副司長。2011至2014年間，科塔爾瓦爾擔任印度駐日內瓦世界貿易組織常駐代表團參贊，負責發展和知識產權等貿易談判事務。2014年，他被任命爲印度駐沙烏地阿拉伯利雅德大使館副使團長，負責處理政治、經濟、能源和領事事務，並於2015年沙烏地阿拉伯對也門發動攻擊時協調了從也門撤離數千名印度國民的行動。2017年，他回到新德里的印度外交部，在國家安全委員會秘書處借調任職。
2020年9月至2024年6月，任印度駐捷克大使。
2024年7月5日正式就任印度駐芬蘭大使。